# اگیواس اپیفانواس (لینو)
اگیواس اپیفانواس (لینو) (به لاتین: Agios Epifanios (Linou)) یک منطقهٔ مسکونی در قبرس است که در ناحیه نیکوزیا واقع شده‌است.

## خصوصیات
اگیواس اپیفانواس ۲۰۷ نفر جمعیت دارد.